# Elytroleptus peninsularis
Elytroleptus peninsularis là một loài bọ cánh cứng trong họ Cerambycidae.